# Donji Zagon
Donji Zagon falu Horvátországban, Tengermellék-Hegyvidék megyében. Közigazgatásilag Novi Vinodolskihoz tartozik.

## Fekvése
A horvát tengerpart északi részének közepén, Novi Vinodolskitól 8 km-re keletre, a tengerparttól  4 km-re a hegyek között fekszik.

## Története
A 17. század elején a török elől menekülve telepedtek meg Smokvice környékére az első családok a Tomić, a Rubčić, Jovanović, Peričić, Deranje és Baričević családok. Később a Frangepánok Ledenicétől nyugatra osztottak számukra újabb földeket a számukra. Lakói abban az időben öszvéren szállítottak sót, olajat és bort Ogulinba, Károlyvárosba és Ozalyba, onnan pedig gabonát vittek a tengermellékre. 
Szent Antal tiszteletére szentelt temploma 1901-ben épült, mellette 1914-ben épült fel a plébánia, ahol 1920-ban megnyílt a falu első iskolája. 1857-ben 237, 1910-ben 278 lakosa volt. 1920-ig Modrus-Fiume vármegye Novi járásához tartozott. 2011-ben 143 állandó lakosa volt.

## Lakosság
| Lakosság változása | Lakosság változása | Lakosság változása | Lakosság változása | Lakosság változása | Lakosság változása | Lakosság változása | Lakosság változása | Lakosság változása | Lakosság változása | Lakosság változása | Lakosság változása | Lakosság változása | Lakosság változása | Lakosság változása | Lakosság változása |
| ------------------ | ------------------ | ------------------ | ------------------ | ------------------ | ------------------ | ------------------ | ------------------ | ------------------ | ------------------ | ------------------ | ------------------ | ------------------ | ------------------ | ------------------ | ------------------ |
| 1857               | 1869               | 1880               | 1890               | 1900               | 1910               | 1921               | 1931               | 1948               | 1953               | 1961               | 1971               | 1981               | 1991               | 2001               | 2011               |
| 237                | 270                | 257                | 266                | 290                | 278                | 280                | 310                | 201                | 207                | 197                | 216                | 192                | 148                | 141                | 143                |

## Nevezetességei
Szent Antal tiszteletére szentelt temploma 1901-ben épült.